# Onthophagus suginokoichii
Onthophagus suginokoichii är en skalbaggsart som beskrevs av Teruo Ochi och Masahiro Kon 2008. Onthophagus suginokoichii ingår i släktet Onthophagus och familjen bladhorningar. Inga underarter finns listade i Catalogue of Life.